# IC 546
IC 546 ist eine linsenförmige Galaxie vom Hubble-Typ SB0-a im Sternbild Hydra südlich des Himmelsäquators. Sie ist schätzungsweise 183 Millionen Lichtjahre von der Milchstraße entfernt.
Das Objekt wurde am 23. April 1892 vom französischen Astronomen Stéphane Javelle entdeckt.